# Seegras

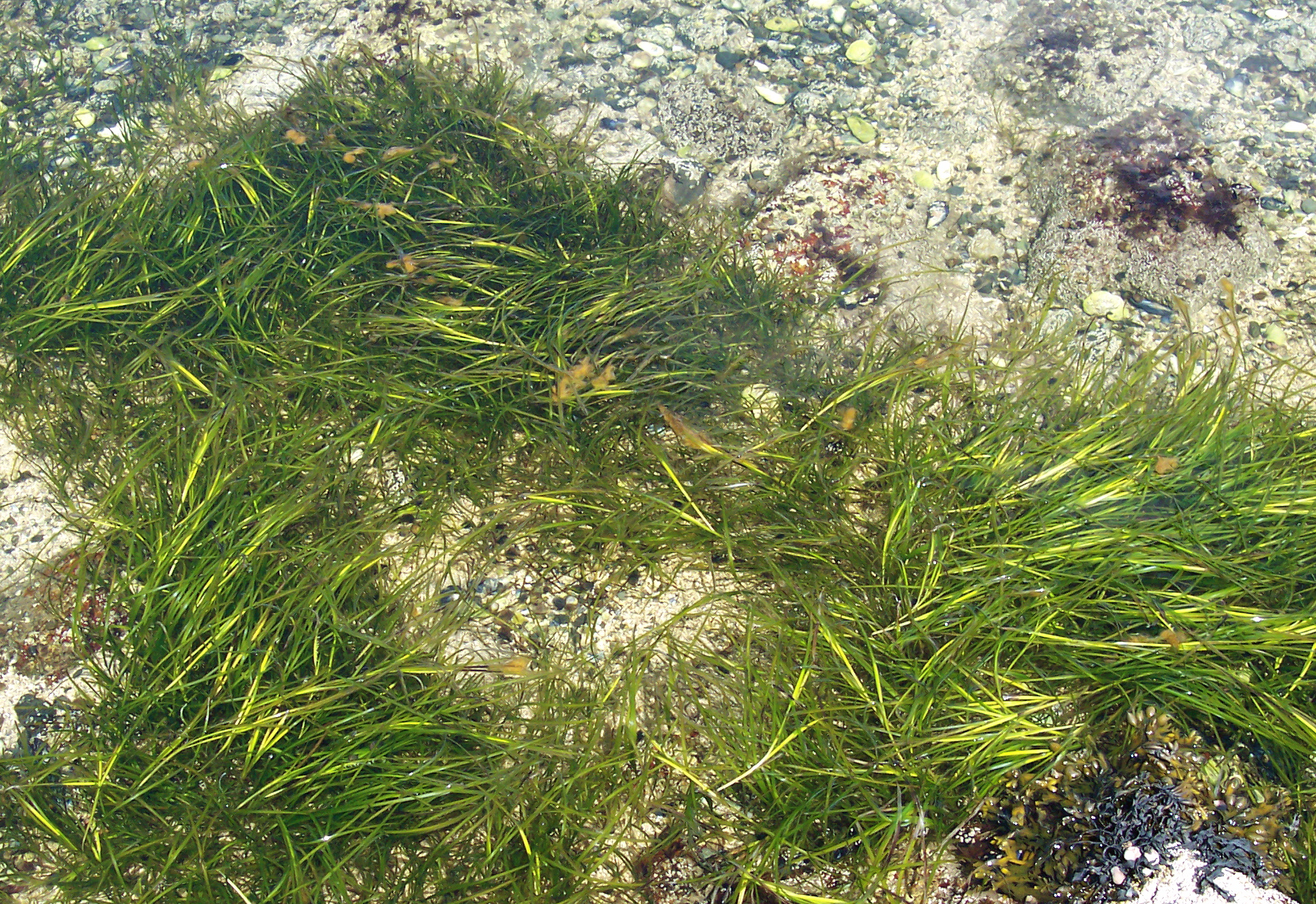
Seegräser

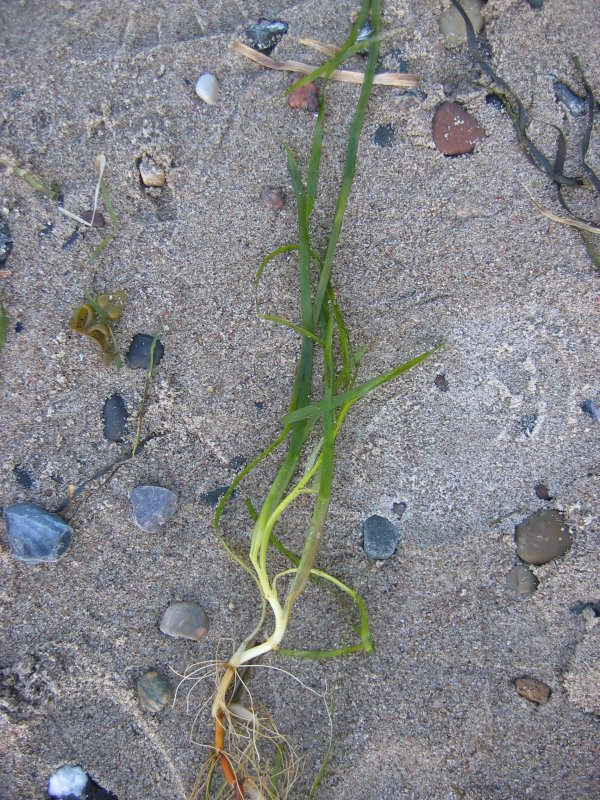
Seegras

Seegras ist ein unspezifischer Ausdruck für mehrere grasähnliche, oftmals im Meer lebende Samenpflanzen. Beinahe alle als Seegras bezeichneten Pflanzen gehören zur Ordnung der Froschlöffelartigen. Im Gegensatz zum Seetang verfügen Seegräser über Wurzeln und können blühen. In großen Mengen säumen sie als Seegraswiesen die Küstenregionen. 
Als Seegras werden bezeichnet: aus der Familie der Seegrasgewächse (Zosteraceae) Pflanzen der Gattungen Seegräser (Zostera), Heterozostera und Phyllospadix; aus der Familie Posidoniaceae die Neptungräser (Posidonia); aus der Familie Cymodoceaceae Pflanzen der Gattungen Cymodocea, Halodule, Syringodium und Thalassodendron; aus der Familie der Froschbissgewächse (Hydrocharitaceae) (Unterfamilie Halophiloideae) Enhalus acoroides und Pflanzen der Gattungen Halophila und  Thalassia.
Umgangssprachlich werden als Seegras ferner bezeichnet: die Seegras-Segge (Carex brizoides); das Kamm-Laichkraut (Potamogeton pectinatus); Pflanzen aus der Gattung der Salden (Ruppia); der Vielfrüchtige Teichfaden (Zannichellia palustris subsp. polycarpa), eine Unterart des Sumpf-Teichfadens.

STETSON Seegrashut

Die Ostsee gilt als eine der meist erforschten Meeresregionen der Welt. Das Geomar hat in dem Gebiet die Seegraswiesen kartographiert und analysiert. Hierbei handelt es sich um die Pflanzenart Zostera Marina.

## Produkte aus Seegras
Der amerikanische Huthersteller Stetson fertigt seit geraumer Zeit luftdurchlässige Sommerhüte aus Seegras.
Der deutsche Hersteller BalticMaterials fertigt aus regionalem Seegras Isolation und Dämmung für den Haus-Innenausbau und Düngemittel  für den Garten und Zimmerpflanzen.